# یاکوبسوایلر
یاکوبسوایلر (به آلمانی: Jakobsweiler) یک شهر در آلمان است که در دنرسبرگکرایس واقع شده است. یاکوبسوایلر ۲۳۰ نفر جمعیت دارد.